# Doca

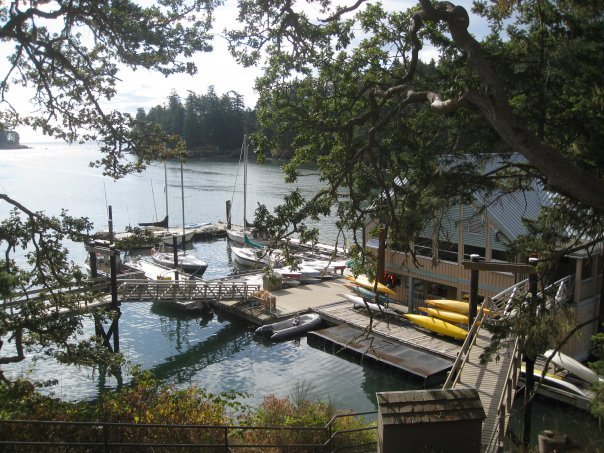
Doca no Lester B. Pearson College, em Vitória, Colúmbia Britânica, Canadá.

Uma doca, porto seguro ou marina é a parte de um porto, rodeada de cais, na qual entram os navios para se abrigarem, efetuarem carregamento e/ou descarregamento, serem reparados, serem inspecionados, etc. As docas são bacias artificiais, de pequenas dimensões, construídas em desvios das linhas normais de navegação do porto (André, 1999, p. 751-753). Estas bacias podem estar em comunicação permanente ou temporária com as águas dos rios, mares ou lagos.
As docas são elementos fundamentais dos portos e CDS, sendo cada uma destinada a determinada linha de navegação ou a setores específicos (recreio, pesca, minério, carvão, etc.) dos quais recebem o nome. Além dos meios próprios que possuem para a amarração dos navios, também dispõem de equipamento adequado às operações realizadas (sobretudo operações de carga e descarga), assim como de toda uma infraestrutura de armazéns, parques e redes de transportes. As docas são polos de desenvolvimento principalmente de indústrias ligadas à conservação e transformação dos produtos embarcados ou desembarcados (incluindo centrais de produção de energia) com as quais constituem, por vezes, unidades integradas (André, 1999, p. 751-753).

## História

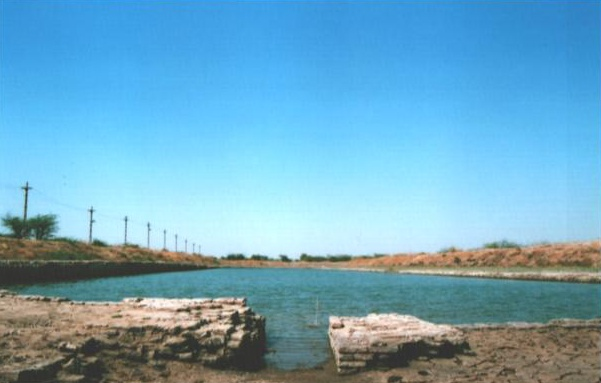
Uma perspectiva da doca em Lothal

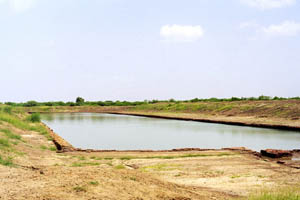
Outra perspectiva da doca em Lothal

As cidades portuárias são uma marca na história mundial. São centros de comércio mundial e também comércio regional entre o litoral e o interior. Facilitam tanto a imigração como a emigração. São pontos de trânsito para propagação de doenças, assim como mercadorias e pessoas. São também marcadores de padrões de colonialismo e desenvolvimento.
Algures depois de 2400 a.C., uma das maiores cidades portuárias da antiguidade floresceu perto de onde o rio Indo flui para o Oceano Índico, num sítio que actualmente se chama Lothal e pertence ao Paquistão, norte da Índia e ainda um pouco ao Afeganistão.
Situada a uma distância de 80 km de Ahmedabad, a cidade de Lothal é uma das mais conhecidas cidades da antiga civilização do Vale do Indo. Lothal tem muitos bons acessos à cidade de Ahmedabad por via rodoviária e ferroviária.
O início da tecnologia de construção naval remonta aos tempos Harrapeanos. Os Harrapeanos (ou civilização do Vale do Indo) construíram a primeira doca de maré do mundo para atracação e manutenção de navios na cidade portuária de Lothal. Os cientistas de Lothal foram os que iniciaram o estudo das estrelas e da navegação. Lothal em Gujarat é um dos principais sítios da arqueologia.
Foi descoberta no ano de 1954, mas os trabalhos de escavação começaram a 13 de Fevereiro de 1955, que continuaram até 19 de Maio de 1960. A escavação foi realizada pelo Archaeological Survey of India (ASI). A descoberta do porto e da doca de Lothal destacou os aspectos marítimos da civilização do Vale do Indo. O reservatório trapezoidal que foi escavado media cerca de 225 metros de comprimento (norte-sul), cerca de 36 metros de largura (este-oeste) e talvez cerca de 4,15 metros de profundidade, e foi identificado como tendo sido uma doca para navegação.
A estrutura foi estratigraficamente ligada ao antigo leito do rio Sabarmati. No extremo sul existe uma lacuna extensa e superficial, que supostamente era o canal de entrada da doca.
As paredes eram feitas de tijolos duros e duas aberturas, que se acredita terem sido comportas. Quatro grandes pedras redondas com buracos no meio foram encontradas na parte inferior da bacia. Pensa-se que possam ter servido com âncoras para navios que usavam esta bacia como doca. O fecho dos portões permitia ao nível de água permanecer elevado o suficiente para que os navios flutuassem no estaleiro.
No seu outro extremo há uma estreita passagem de água, que servia como um canal de escoamento de água, quando equipado com uma comporta.
De acordo com o S.R.Rao, a doca foi utilizada em duas fases. Numa primeira fase esta foi concebida para permitir navios com dimensões entre 18 e 20 metros de comprimento e entre 4 e 6 metros de largura. Pelo menos dois navios poderiam passar e entrar facilmente em simultâneo. Numa segunda fase, o canal de entrada da doca foi reduzida para acomodar grandes navios mas apenas um só navio de fundo achatado poderia entrar.
A taxa de assoreamento do delta do rio Sbarmati é conhecida como sendo rápida, pelo que em tempos antigos o local talvez tenha estado realmente mais perto do mar. Lothal, com o seu grande mercado e uma doca ocupada, era um grande império onde mercadorias provenientes de aldeias e cidades vizinhas (assim como Rangpur, Kath, etc.) eram vendidas em troca de produtos locais importados e fabricados. Por um lado Lothal desenvolveu o comércio exterior marítimo com a Costa Oeste da Índia e por outro com as cidades Mesopotâmias através das ilhas Bahrain. Para transporte terrestre eram utilizadas carroças e animais de carga para longas distâncias. Para vias de navegação interiores eram usados barcos com fundo achatado, do tipo sugerido pelos exemplares de terracota. Neste contexto, pode-se referir que mesmo hoje em dia barcos com fundo achatado feitos de canas são usados para transporte ligeiro de pessoas e mercadorias. Talvez os Harrapeanos também utilizassem barcos semelhantes nos lagos e rios. O comércio em alto mar e ao longo da costa era possível devido a estes serem equipados com velas.
Lothal teve o estatuto principal líder de comércio em tempos passados. Esteve activamente envolvida no comércio de pérolas, pedras preciosas e ornamentos caros que eram exportadas para a Ásia Ocidental e África. As técnicas que eram utilizadas pelas pessoas desta cidade trouxeram-lhes nome e fama.

## Tipos de Docas
Originalmente as docas eram utilizadas com muitos propósitos: como docas secas, isoladas da água por diques ou outros meios, elas serviam como locais para construção e reparação de navios; enquanto docas de marés, abertas à água, elas proporcionavam um espaço onde os navios atracavam no seu curso normal de navegação e para transferência de carga.

Esquema da secção transversal de uma doca seca, em cima, e de uma doca flutuante, em baixo

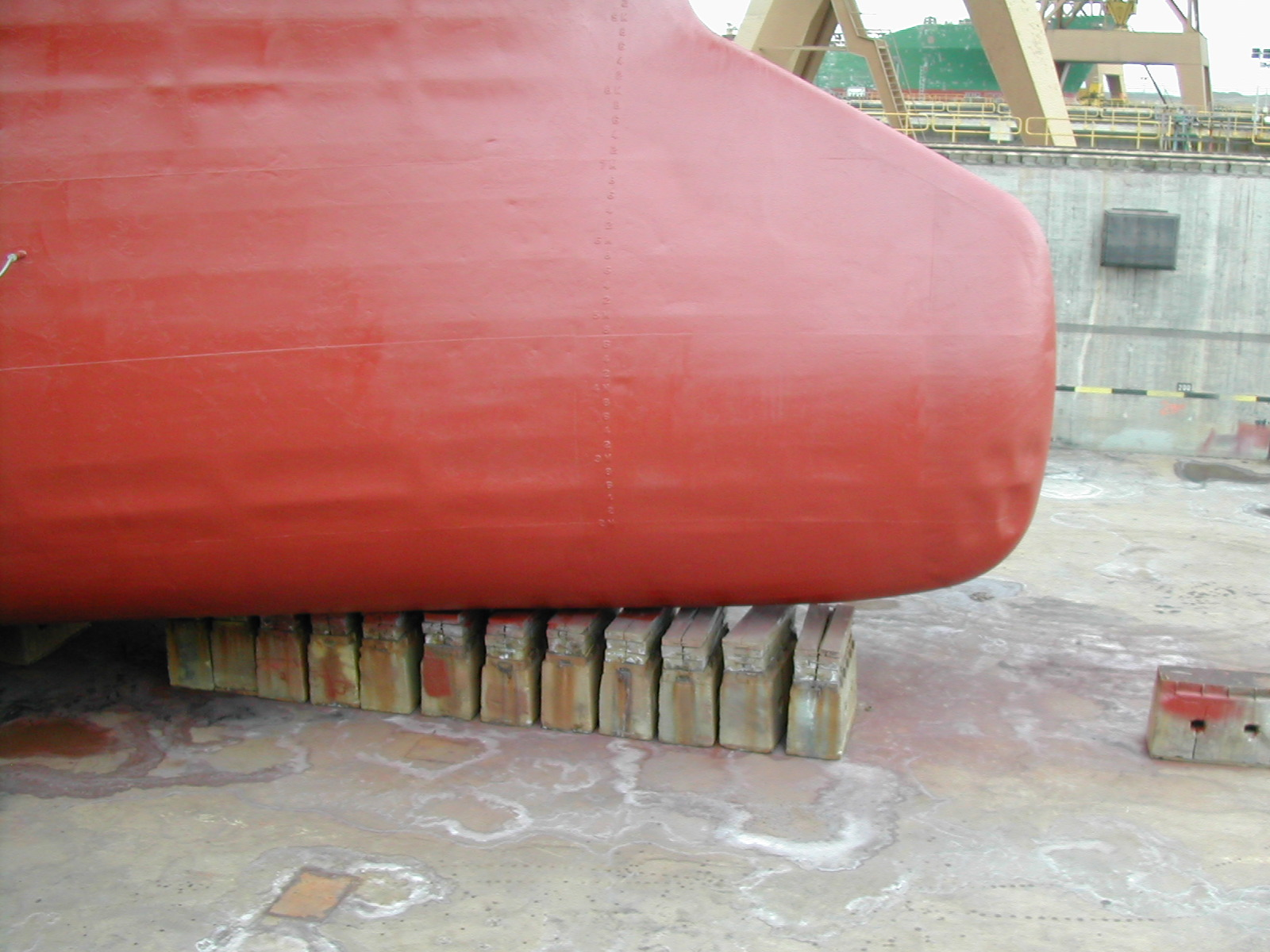
Picadeiros

Esta última função foi posteriormente fornecida por um outro grupo de estruturas especialmente concebidas para o efeito e com diferentes designações como muro cais, diques e cais.
O termo doca ainda é frequentemente usado, num sentido genérico, para indicar todas as instalações costeiras de ancoragem marítima, quer sejam reservatórios secos (docas secas) ou estruturas destinadas à ancoragem de navios.
Docas usadas como estruturas para atracação de navios incluem muro cais, cais, diques e pontões flutuantes. Talvez a estrutura costeira mais antiga e comum, para navios, seja o muro cais. Este é simplesmente um muro ao longo da costa coberto por um pavimento ou plataforma, servindo tanto como uma área para transferência de carga e embarque e desembarque de passageiros.
Normalmente é colocada terra por trás do muro de modo a construir a base à altura necessária acima do nível máximo de água médio. Além disso, pode ser necessário dragar a área em frente ao muro para obter a profundidade necessária.
O cimento Portland, quer derramado no local ou utilizado em pré blocos, tem substituído a pedra como o principal material do muro cais. O sistema inteiro pode também ser construído de madeira ou uma estrutura de betão, com betão ou folhas de aço empilhadas usadas como paredes de retenção. Nos locais onde a configuração da margem e da profundidade da água não favorece a construção de um muro cais, deve ser construído um cais, o qual consiste numa plataforma rectangular suportada por um conjunto de tripés, paralela à linha de costa e com uma passagem ligada à margem. Normalmente apenas o lado da frente do cais ou o lado em direcção ao mar é utilizado para ancoragem, desde que a profundidade e a acessibilidade nos outros três lados não seja apropriada a muitos barcos.
Devido aos muros cais ocuparem um grande espaço à beira mar o seu custo é muito elevado. Um recurso mais económico é o cais ou dique, o qual na sua forma mais simples é meramente uma plataforma estendida sobre a água, normalmente fazendo ângulos rectos com a linha de costa. Os navios podem ser ancorados ao cais que serve como uma plataforma para transferência de carga ou embarque ou desembarque de passageiros.
Um cais é composto por duas partes principais: a sua base e o seu sistema de suporte. A base é normalmente construída por betão armado, contudo pode ser usada madeira. O sistema de suporte é um ajuntamento de vigas, traves, estacas redondas, que são dispostas em conjunto para formar séries de arcos ou tripés. O material constituinte pode ser madeira, betão, aço ou uma combinação destes materiais. Em alguns cais com estrutura de betão, a base e a parede são moldados em conjunto para formar uma estrutura modular fechada. A capacidade de tal estrutura flutuar reduz significativamente a carga nas fundações, e o espaço interior pode ser utilizado para armazenagem. Pontões flutuantes, dos quais poucos foram construídos estão sujeitos à descida e subida do nível de água. Uma tal doca flutua para cima e para baixo guiada por paredes de folhas de aço empilhadas até ao leito da rocha, que serve para ancorar ou amarrar toda a estrutura. O acesso à costa é fornecido por uma plataforma fixada num eixo na margem e pousado no pontão. (TNEB)

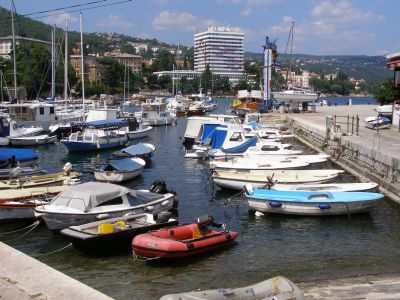
Docas de Recreio

Docas Comerciais ou Docas de Recreio
São docas limitadas em todo o seu perímetro por cais e muros de acostagem, equipadas com todo o equipamento necessário às operações de embarque e desembarque de mercadorias e passageiros, como por exemplo, guindastes ou gruas, linhas férreas, depósitos e armazéns, etc. Estas docas, dependendo se estão ou não em comunicação permanente com as águas adjacentes, podem ser consideradas docas de nível ou docas de marés. Nas docas de marés o nível das águas oscila com o nível das águas exteriores, uma vez que as marés se fazem sentir no seu interior. Nas docas de nível, o nível das águas mantêm-se independentemente do nível das águas exteriores. As formas deste tipo de docas são estudadas de acordo com a sua melhor utilização, sendo a sua forma mais simples rectangular alongada. Não sendo possível, muitas vezes, optimizar a superfície disponível através da construção de uma única doca rectangular, pode-se optar por recorrer ao traçado dentado. A escolha do tipo e a sua disposição depende das condições de cada caso. ( Grand Enc Port Bra)
As docas secas e as docas flutuantes são docas que se destinam à reparação ou construção dos navios a seco (André, 1999, p. 751-753).
Docas Secas

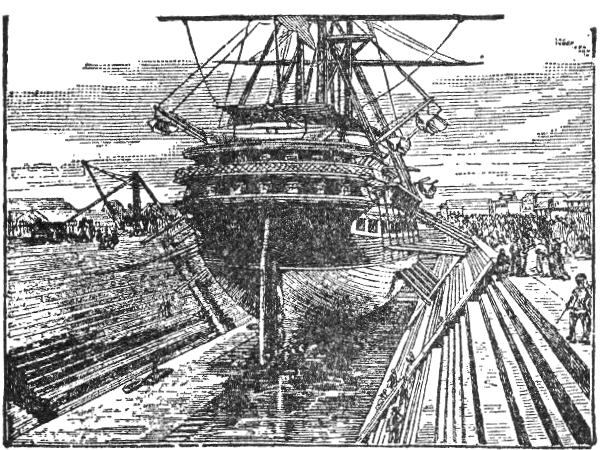
Doca seca

Uma doca seca é um tipo de doca que consiste numa bacia rectangular escavada na costa preenchida de água, utilizada para reparação e inspecção de navios. (TNEB).
Em instalações antigas, nas quais as bacias eram relativamente pequenas, a estrutura deste tipo de docas era construída principalmente por cantaria ou, em poucos casos, uma estrutura de madeira pesada. Mais tarde estes materiais foram substituídos por betão, primeiro na sua forma comum e depois armado. As docas secas modernas são consideravelmente maiores e mais complexas em relação aos seus protótipos. (TNEB).
Elas dispõem de uma parede ou portão estanque removíveis, que as comunicam com o exterior, para entrada e saída de navios, ou as isolam para esvaziar a doca. (verbo, vol9) Uma doca seca consta de entrada com a correspondente caixa para a colocação do portão, e a doca propriamente dita, cuja secção transversal se aproxima à secção transversal de um navio, com o espaço necessário para operários e transporte de peças, algumas volumosas e pesadas. (G E L B)
A secção transversal da doca é em degraus, que formam plataformas laterais facilitando o escoramento do navio. O acesso à doca faz-se através de escadas. Aos lados das docas correm guindastes sobre linhas férreas e estão instalados guinchos, cabrestantes, cabeços, etc. (G E L B)
O portão de uma doca seca, com a sua barreira estanque, tem várias formas e disposições. Em alguns casos duas partes formam um portão em que cada parte se encontra fixa sobre um eixo fixo às paredes laterais da doca. Noutros, ambas as partes deslizam num carril situado num intervalo entre as paredes da doca. Em alguns ainda, um portão único é fixo sobre um eixo ao fundo da soleira, pelo que pode ser baixado para permitir a passagem a um navio. Contudo, o tipo mais utilizado normalmente é o portão flutuante ou porta batel. (TNEB).

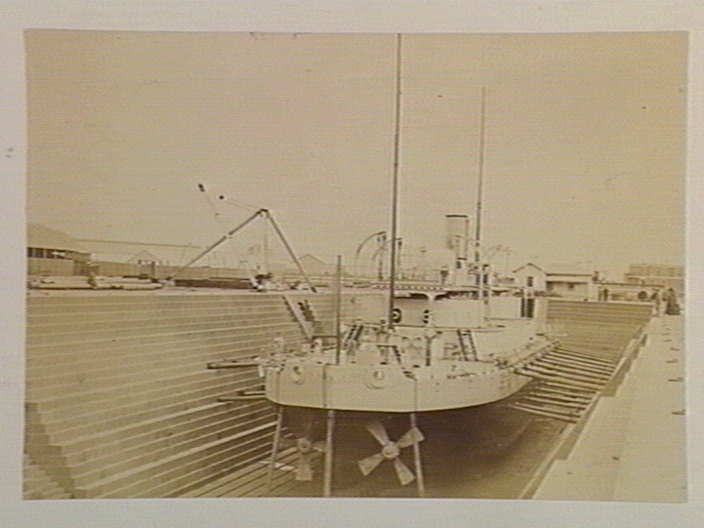
Figura 8. Doca seca em Williamstown

A porta batel isola a doca pelo seu lado exterior. Esta é assim designada, visto que serve para fechar a entrada da doca e flutua como um batel. Sobre ela corre uma passagem que liga os dois lados da doca e permite a passagem de pessoal. (G E L B)
Esta encaixa numa ranhura na entrada da doca devido ao seu peso quando a doca se encontra vazia, podendo ser facilmente removida por flutuação quando a doca se encontra preenchida com água. (TNEB).
A sua remoção pode ser feita por dois processos, por elevação ou rotação. (G E L B)
O esgoto ou esvaziamento das docas faz-se com bombas, ou por gravidade, no caso das docas pequenas, aproveitando a descida da maré. O enchimento faz-se normalmente por gravidade através da utilização de válvulas. (verbo, vol9) Quando o navio é atracado, primeiramente a doca é inundada, e o portão retirado. Depois de o navio estar dentro da doca, e estar correctamente posicionado e escorado, o portão estanque é colocado no seu lugar e a doca é esvaziada, descendo gradualmente a embarcação repousando-a em blocos de suporte fixos ao chão designados por picadeiros. (TNEB) Os navios assentam normalmente numa fila central de picadeiros e, lateralmente, apoiam-se numa ou mais filas de picadeiros de cada bordo, consoante o deslocamento e a estrutura do navio. Em docas pequenas, os navios são escorados contra as paredes. Os picadeiros laterais são deslocáveis horizontalmente para actuar nas zonas reforçadas do navio e ajustáveis verticalmente para compensar a inclinação do fundo destes. (verbo, vol9) No fundo da doca existem valetas laterais que levam a água de infiltração a um poço situado ao lado do portão no extremo da linha longitudinal da doca. (G E L B)

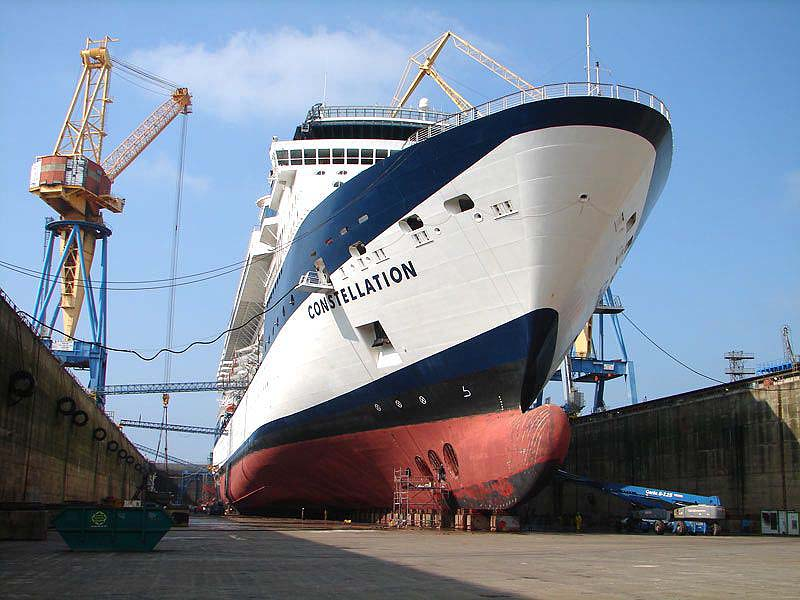
Uma doca seca

Nas docas secas muito grandes existe, por vezes, uma porta intermédia, também estanque, que a permite ser explorada com navios relativamente pequenos como se de duas docas se tratassem. Algumas docas secas, além da escavação principal, dispõem de um patamar lateral, ou no topo, acima do nível normal da água, onde podem atracar navios, após a bombagem de água do exterior para o interior da doca até ao nível necessário. Assim as reparações demoradas ou as construções são feitas no patamar e, entretanto, o corpo principal da doca contínua em exploração normal. O fundo das docas é geralmente de betão ou de alvenaria, sendo as paredes do mesmo material, ou mais raramente, metálicas (estacas-prancha). Se o terreno onde se implantou a doca é muito permeável, a doca, quando esvaziada, fica sujeita à impulsão exterior e deverá ter peso suficiente para que não flutue, o que implica espessuras do seu fundo da ordem dos 7 metros ou um sistema de amarração ao solo, equivalente. A construção das docas secas em terrenos impermeáveis é mais rentável, pois o fundo poderá ser de placas de betão apenas para regularização e distribuição de cargas localizadas, o que permite limitar a sua espessura a c. 1 metro. (verbo, vol9)
Docas Flutuantes

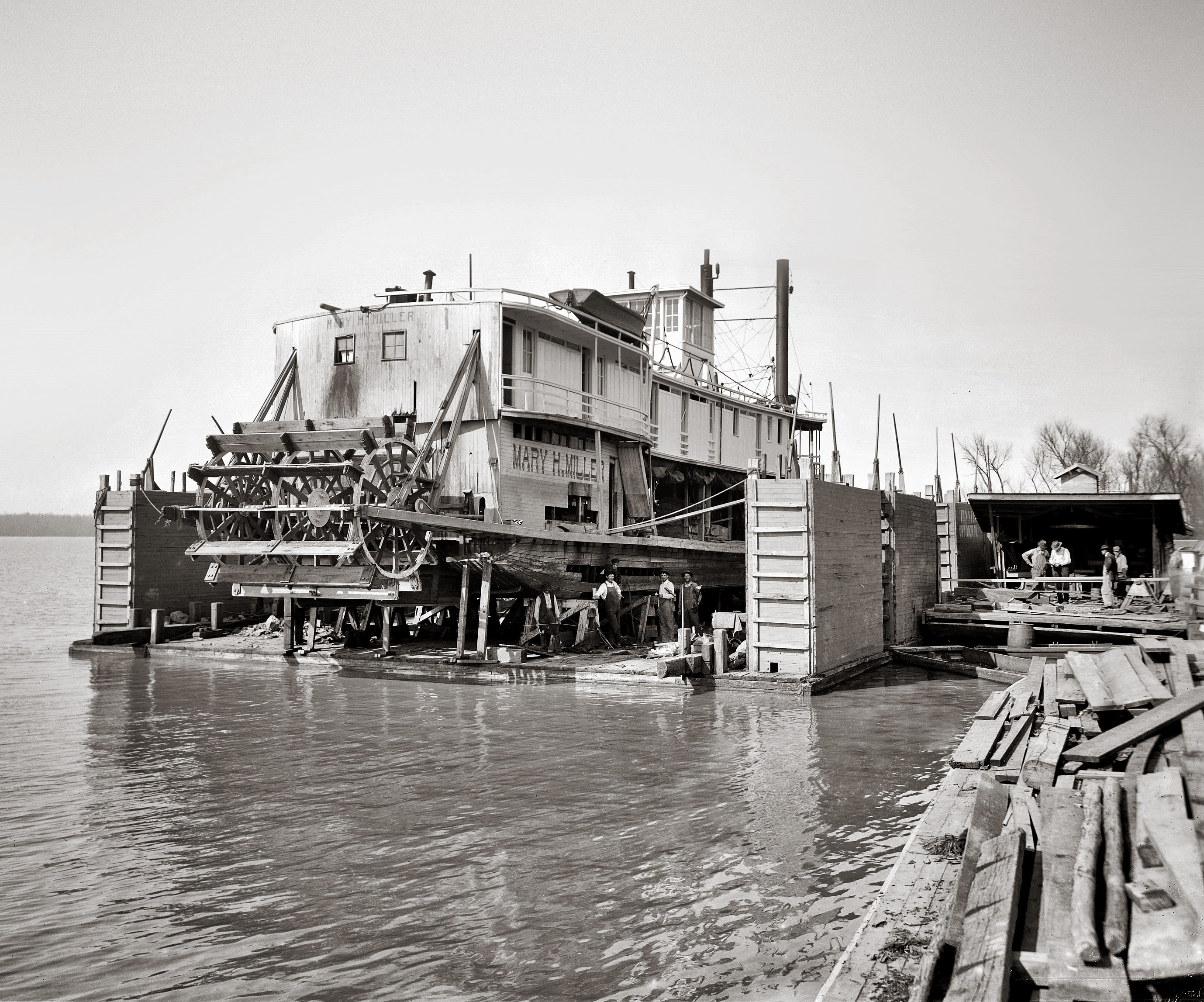
Imagem de uma doca flutuante

Enquanto a maioria das reparações são efectuadas em docas secas estacionárias, há algumas operações que podem ser realizadas por estruturas móveis ou flutuantes. A principal estrutura deste tipo de docas, é a doca flutuante, que tem uma estrutura modular, utilizada para levantar navios para fora de água, para inspecções e reparações. (TNEB) Neste tipo de docas, contrariamente às docas secas, em que o navio é posto a seco por diminuição do nível da água, a própria doca é que se eleva levantando o navio até que este fique totalmente fora de água. (verbo, vol9)
As docas flutuantes têm uma secção transversal semelhante à secção transversal de um navio, em forma de U, com as paredes laterais e o seu fundo compartimentados em diversos tanques equipados com bombas. (verbo, vol9) Esta estrutura torna-as parcialmente submersíveis. (TNEB)
São construídas de aço, embora também possam ser utilizados madeira e betão armado. (TNEB)
A manobra de afundamento e elevação da doca faz-se por enchimento ou esgoto dos tanques necessários para o efeito. (verbo, vol9)
Os barcos são levados para dentro do canal da doca, a qual depois flutua por remoção do peso do seu fundo e paredes ocas e esvaziando-se a doca de modo a suportar a embarcação em picadeiros fixados ao fundo da doca. (TNEB)
As docas flutuantes apresentam um custo inferior relativamente às docas secas. Porém apresentam uma exploração mais dispendiosa. Necessitam de menores tempos de amortização mas têm valor residual relativamente maior. Implicam grandes fundos para operar pelo que não devem ser construídas em locais facilmente assoreáveis. Exigem dispositivos associados adequados de ancoragem e não podem dispor de equipamento de manobra tão potente dadas as limitações que o peso e a estabilidade impõem. (verbo, vol9)
As docas secas flutuantes normalmente funcionam em portos abrigados para navios onde a acção das ondas não apresenta problema. (TNEB).

## Empresas
Lisnave

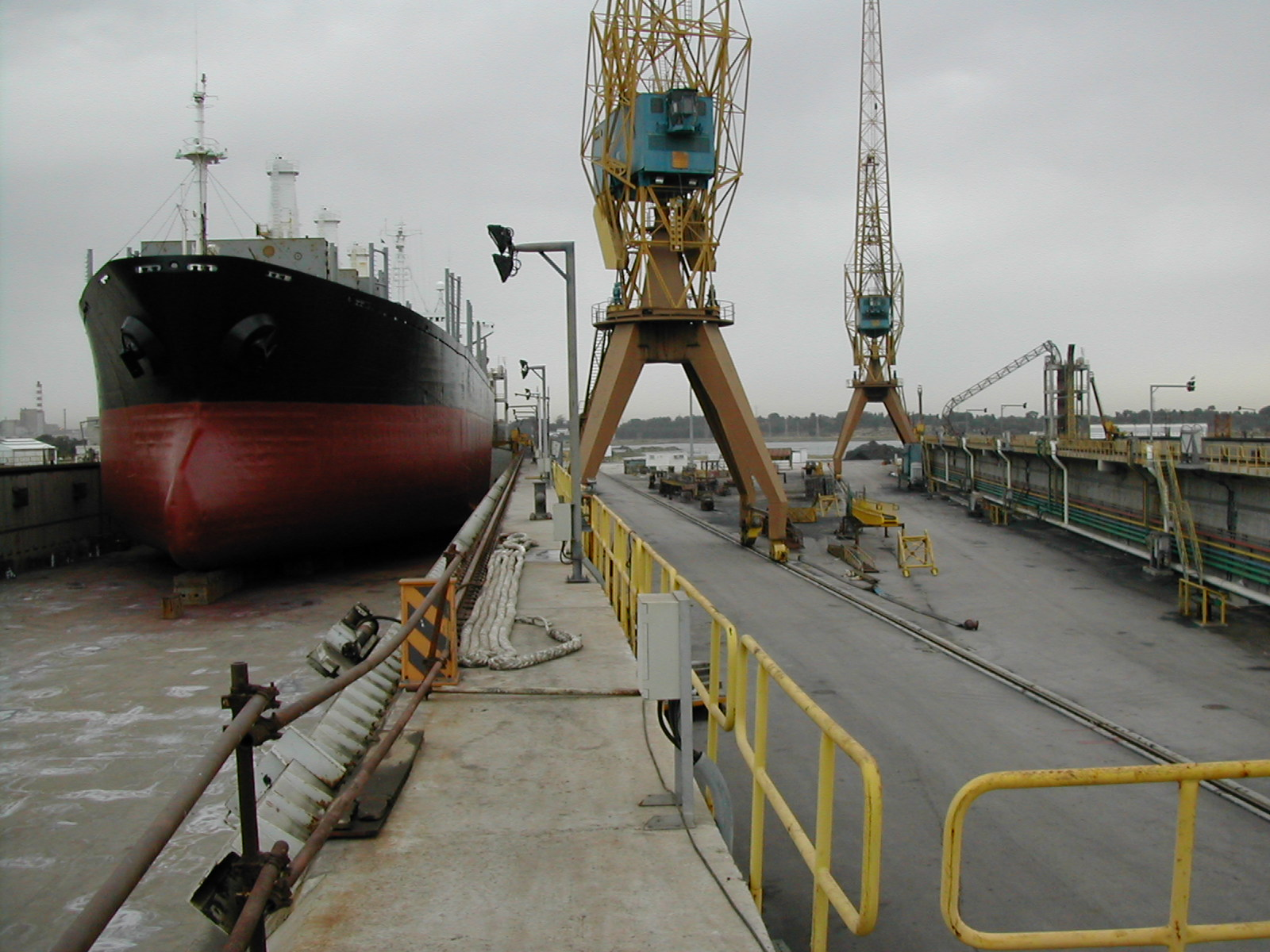
Doca da Lisnave

A empresa foi criada em 1 de Janeiro de 1937 pelo chamado Grupo C.U.F. quando assumiu a concessão do Estaleiro de Reparações de Navios Rocha situada na margem norte do estuário do Tejo em Lisboa.
Em Setembro de 1961, a empresa adoptou o nome Lisnave - Estaleiros Navais de Lisboa, quando a empresa se expandiu na margem sul do Tejo onde um novo estaleiro - Margueira, foi construído, com instalações para acolher os maiores navios em construção.
Em 1973 foram construídos os Estaleiros Navais de Setúbal (Setenave), na Mitrena, em Setúbal para fazer face à crescente procura, tanto para a reparação naval como construção naval.
Em meados de 1997 um plano de reestruturação foi implementado para atender a previsão de reparação naval e de conversão de necessidades para o século seguinte.
Esta reestruturação foi concluída em finais de 2000, na sequência da grande modernização do actual parque e da construção de 3 docas secas adicionais com o tamanho Panamax.
Todas as atividades estão agora concentrados na Mitrena.
- Localização

O estaleiro Lisnave encontra-se estrategicamente localizado para os navios de comércio ou de passagem pelas águas Atlânticas e Mediterrânicas.
Está localizado no estuário do rio Sado, próximo da cidade de Setúbal e a 50 km de Lisboa, o qual está abrigado pela península de Tróia que fornece ancoragem e amarração para embarcações de qualquer tamanho.
- Docas secas e Locais de amarração
  - Doca nº 20 - mede cerca de 420 metros de comprimento, cerca de 75 metros de largura e 4,6 metros de profundidade

- - Doca nº 21 - mede cerca de 450 metros de comprimento, cerca de 55 metros de largura e 7,6 metros de profundidade

- - Doca nº 22 - mede cerca de 350 metros de comprimento, cerca de 55 metros de largura e 7,6 metros de profundidade

- - Doca nº 31 - mede cerca de 280 metros de comprimento, cerca de 55 metros de largura e 5,1 metros de profundidade

- - Doca nº 32 - mede cerca de 280 metros de comprimento, cerca de 55 metros de largura e 5,1 metros de profundidade

- - Doca nº 33 - mede cerca de 280 metros de comprimento, cerca de 39 metros de largura e 5,1 metros de profundidade

O estaleiro dispõe de estruturas de amarração para a reparação com o comprimento total de 1400 metros, com uma profundidade de 6,6 metros.
Estaleiros Navais de Viana do Castelo
Os ENVC são uma empresa de construção e reparação naval de tamanho médio em actividade desde 1944, localizada na cidade de Viana do Castelo, na costa Atlântica no norte de Portugal. Ocupam uma área de 400.000 m² e empregam aproximadamente 900 trabalhadores, sendo o maior Estaleiro de construção naval de Portugal e já um dos maiores da face ocidental da Europa.
Desde a sua fundação que desenvolve os seus próprios projectos, o que lhe confere actualmente uma grande capacidade para projectar, construir, converter e reparar navios sofisticados e de diferentes tipos até 30.000 TDW.
Desde que iniciou a sua actividade   já construiu mais de 200 navios de vários tipos : batelões, rebocadores, ferry-boats, navios de pesca, carga a granel, porta-contentores, transportadores de cimento, navios tanques, LPG, transportadores de produtos químicos e vasos de guerra.
Estaleiros Navais do Mondego
Os Estaleiros Navais do Mondego foram fundados em Setembro de 1944 e estão localizados na Figueira da Foz, na foz do rio Mondego, no centro de Portugal.
Em 1944, os Estaleiros tinham dois planos inclinados e oficinas para construção naval em madeira. Três anos mais tarde construíram os seus primeiros navios em aço, três arrastões bacalhoeiros de 71 metros. Na celebração do seu 50º aniversário, em 1994, os Estaleiros iniciavam a construção de um catamaran em alumínio de 45 m para 500 passageiros.
Entretanto, os Estaleiros Navais do Mondego têm vindo continuamente a expandir e a actualizar as suas instalações e equipamentos, possuindo hoje um plano inclinado para construção de navios até 100 m e oficinas para construção e aprestamento, bem como um plano inclinado para reparação de navios até 90 m.
Ao longo da sua existência, os Estaleiros construíram pontões, barcaças, batelões, embarcações portuárias, guindastes flutuantes, dragas, navios de pesca, cargueiros, navios-tanque, ferries e navios militares, num total de 236 navios. A Direcção de Reparações tem tido intervenções em dragas, navios de pesca, ferries e navios de investigação, entre outros. Esta diversidade de navios construídos e reparados exige uma grande flexibilidade e capacidade de resposta perante uma vasta gama de situações. As Direcções de Projecto e de Produção têm que lidar com diferentes normas, regulamentos e exigências de mercados, com a constante necessidade de compressão dos prazos de entrega.
A utilização de ferramentas CADD/CAE/CAM, de há longa data implementadas e com provas dadas nos Estaleiros Navais do Mondego, e o actual processo de certificação ISO-9001 são formas de melhorar a eficiência e flexibilidade – sem comprometer a qualidade – no projecto e construção de navios nos Estaleiros Navais do Mondego.

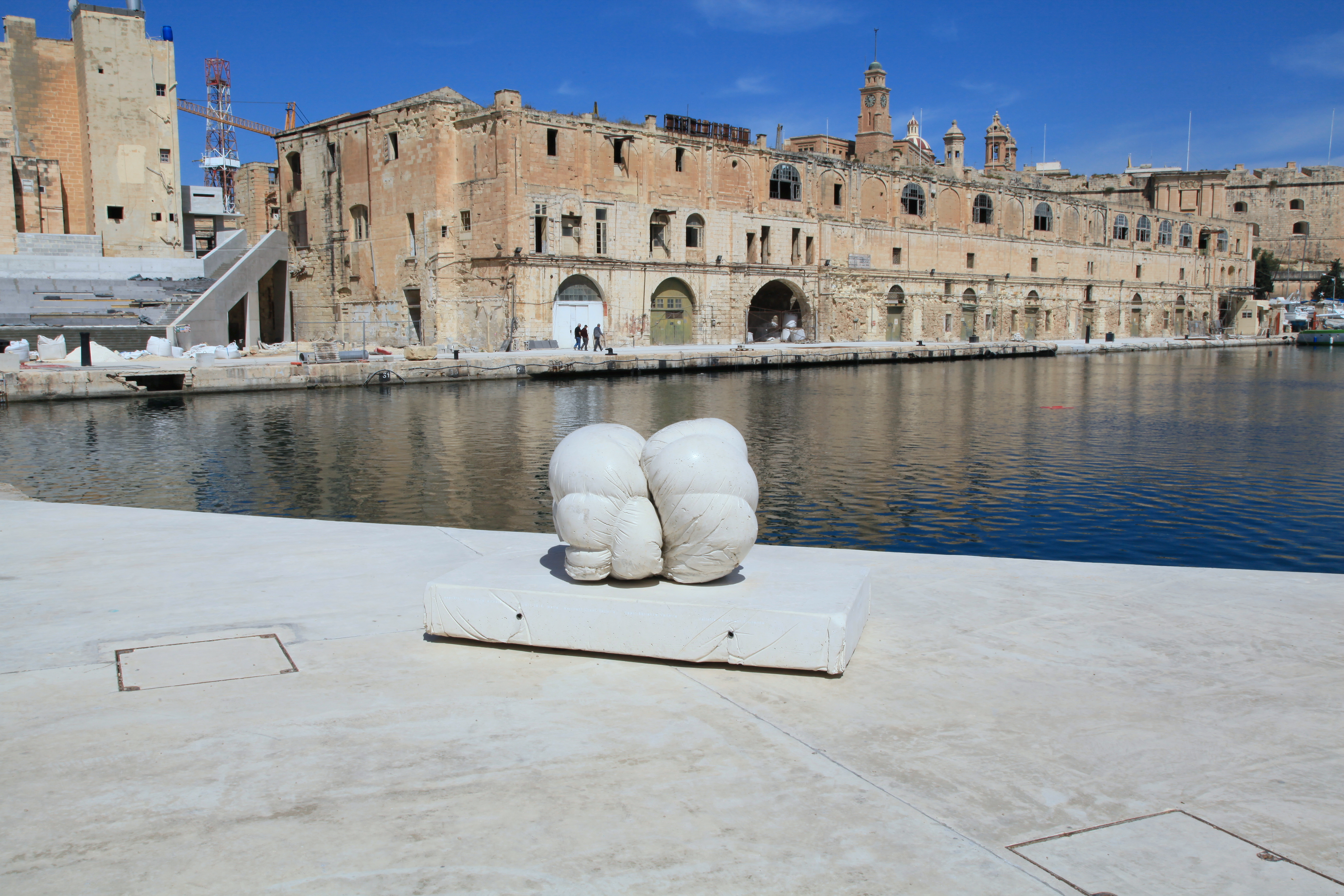
Edifícios das docas em Cospicua, Malta, construídos pela Ordem de São João e ampliados pelos colonizadores britânicos

## Algumas Construções
A Seth - Sociedade de Empreitadas e Trabalhos Hidráulicos é actualmente uma das principais empresas, em Portugal, de obras Marítimas e uma referência internacional a nível da Engenharia Costeira e Portuária. A empresa tem efectuado imensas construções, das quais algumas são:
Terminal de Granéis Sólidos do Porto de Aveiro (Gafanha da Nazaré, Aveiro)
Descrição dos trabalhos
O âmbito dos trabalhos incluiu:
- Construção de 750 metros de cais industrial;
- Construção de um tabuleiro em betão armado com 22 000 m2 de superfície, fundado em 642 estacas cada uma com 1000 mm de diâmetro.

Remodelação da Doca -Carregal do Sul
Trabalhos efectuados
- Fornecimento e instalação de um quebra-mar flutuante com um comprimento total de 140 m e largura mínima de 3 m.
- Dragagens para obtenção de fundos à cota de -1,50 m ZH.
- Reformulação do perímetro envolvente da doca com elevação do coroamento.
- Construção de maciços de enraizamento do passadiço de acesso às embarcações.
- Cravação de estacas de apoio e fornecimento e instalação dos passadiços flutuantes (cerca de 140 m) para amarração das embarcações.
- Fornecimento e instalação de equipamento urbano diverso (candeeiros, bancos e canteiros). Reconstrução dos pavimentos.

## Porto de Lisboa
Docas de Recreio

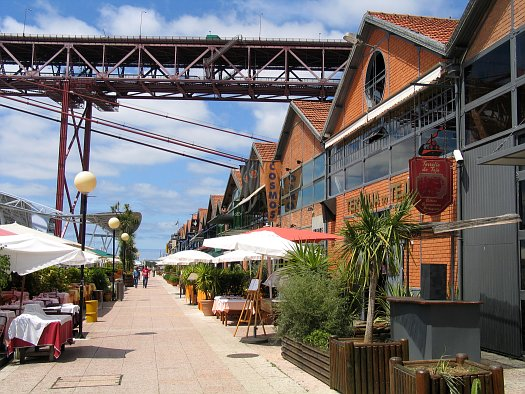
As Docas, em Alcântara, são local muito frequentado por turistas e lisboetas, especialmente de noite. Na imagem, a zona de bares das Docas

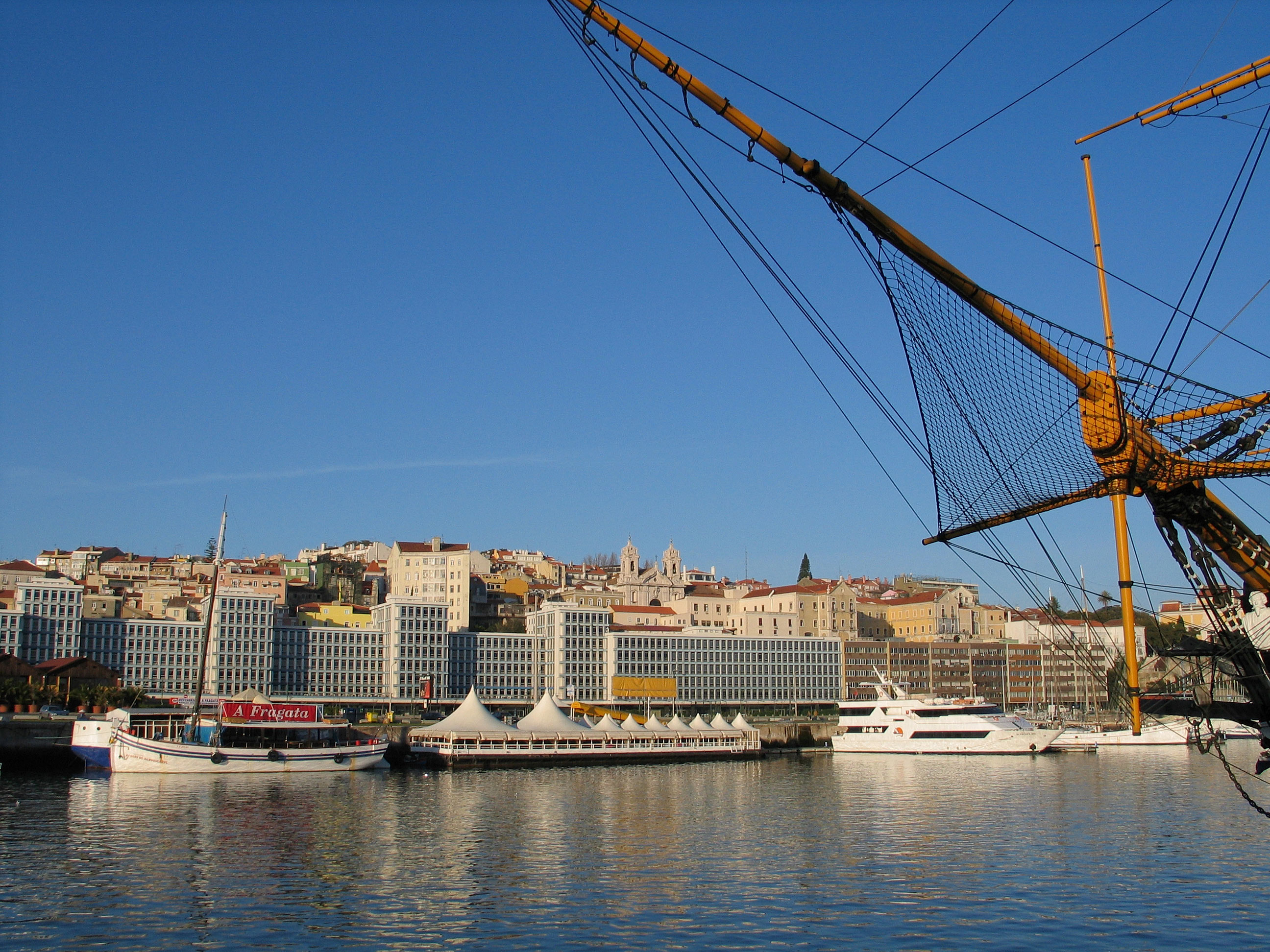
Alcântara

Porto de Lisboa acolhe mais de 1100 embarcações nas suas quatro docas de recreio, todas elas localizadas na zona norte do rio Tejo – Doca de Alcântara, Doca de Belém, Doca do Bom Sucesso, Doca de Santo Amaro. As quatro docas beneficiam de vários serviços: posto de recepção, electricidade nos passadiços, recolha de lixos e óleos, sistemas de segurança, sistemas de comunicação, balneários e previsão do tempo. A doca de Belém possui ainda alagem mecânica, oficina e, a par com a doca do Bom Sucesso, pontão de abastecimento de combustível.
Na zona envolvente das docas encontram-se diversos clubes náuticos. E pelo facto do porto estar perfeitamente integrado na cidade, os seus clientes beneficiam da conveniência de todos os serviços que uma grande metrópole oferece.
- Doca de Alcântara

A doca de Alcântara tem uma capacidade de 427 embarcações com mais de 6m de comprimento; e 15 embarcações inferiores a 6m.
A doca beneficia de vários serviços: posto de recepção, electricidade nos passadiços, recolha de lixos e óleos, sistemas de segurança, sistemas de comunicação, balneários e previsão do tempo.
- Doca de Belém

A doca de Belém oferece uma capacidade correspondente a 170 embarcações com mais de 6m de comprimento; e a 24 embarcações inferiores a 6m.
A doca beneficia de vários serviços: passadiços flutuantes, água, posto de recepção, água e electricidade nos passadiços, aguada em cais, combustíveis em cais, recolha de lixos e óleos, alagem mecânica, oficina, sistemas de segurança, sistemas de comunicação, balneários e previsão do tempo.
- Doca do Bom Sucesso

A doca do Bom Sucesso pode acolher até 141 embarcações com mais de 6m de comprimento; e até 22 embarcações com menos de 6m.
A doca beneficia de vários serviços: passadiços flutuantes, posto de recepção, água e electricidade nos passadiços, aguada em cais, combustíveis em cais, recolha de lixos e óleos, sistemas de segurança, sistemas de comunicação, balneários e previsão do tempo.
- Doca de Santo Amaro

A doca de Santo Amaro tem uma capacidade de 237 embarcações com mais de 6m de comprimento; e 94 embarcações inferiores a 6m.
A doca beneficia de vários serviços: passadiços flutuantes, posto de recepção, água e electricidade nos passadiços, aguada em cais, recolha de lixos e óleos, sistemas de segurança, sistemas de comunicação, balneários e previsão do tempo.

## Porto de Aveiro
- ;Terminal Norte

Este dispõe de um cais acostável de 900 metros de comprimento e 328 000 m² de terraplenos. A área de armazenagem coberta é constituída por oito armazéns, sendo dois deles destinados à recepção e armazenagem de cimento a granel, dispondo de uma unidade de ensacamento. A sua função é a movimentação de carga geral e granéis sólidos tendo como principais mercadorias movimentadas o cimento, cereais, pasta de papel, perfilados metálicos, aglomerados de madeira e argilas. É constituído ainda por um cais de serviços de 250 m destinado a embarcações de apoio.
- ;Terminal Roll on Roll off

Este terminal é formado por um cais com 450 metros de comprimento, e 138 000 m² de terraplenos. O seu fundo está à cota de -12, 00 metros medido a partir do Zero hidrográfico (Z.H.). Tem as devidas infraestruturas, com áreas para parqueamento, embarque e desembarque.
- ;Terminal de Granéis Líquidos

Este é um terminal especializado, o qual se destina exclusivamente ao tráfego de granéis líquidos. É formado por três ponte-cais. As instalações desta zona portuária são actualmente exploradas por diversas entidades privadas que se dedicam à movimentação e armazenagem de diversas mercadorias: cloreto de vinilo, combustíveis, anilinas, MDI, metanol e vinho.
- ;Terminal Sul

É a instalação portuária mais próxima da cidade de Aveiro, a qual dispõe de um cais acostável com 400 metros de comprimento e cerca de 47 000 m² de terraplenos. O seu fundo encontra-se à cota de -7,00 metros medida a partir do Zero hidrográfico. A área de armazenagem coberta é formada por um telheiro e três armazéns, dois dos quais servem para recepção e armazenagem de cimento a granel. Este terminal movimenta sobretudo cimento, pescado, cereais, sal, caulino, argilas, perfilados metálicos e pasta de papel.
- ;Terminal de Granéis Sólidos

Este terminal dedica-se à movimentação de granéis sólidos. Foi concebido para dar resposta a duas áreas especializadas: granéis agroalimentares e não alimentares. Tem uma área de 150 000 m² com um total de 750 metros de cais. Apresenta um elevado potencial de exploração para as indústrias ligadas ao sector alimentar, cerâmico e de construção.